# 硫代羧酸

硫代丙酸（一种硫代羟酸）

硫代羧酸是一個有機硫化合物，通式為RC(O)SH。它們和羧酸相近。它理論上有兩個互變異構體，分別為RC(S)OH和RC(O)SH，但只有後者才存在。

在實驗室中最為常見的硫代羧酸是硫代乙酸。2,6-吡啶二硫代甲酸是一种自然生成的硫代羧酸。硫代羧酸一般比對應的羧酸酸性更强。
硫代羧酸通常由醯氯所生成：
C6H5C(O)Cl  +  KSH   →   C6H5C(O)SH  +  KCl

## 二硫代酸
二硫代酸的化學通式為RCS2H。這個化學物可以由二硫化碳和格氏试剂反應而造成。

RMgX  +  CS2  →  RCS2MgX
RCS2MgX  +  HCl  →  RCS2H  +  MgXCl